# Jumpseat (satellite)
Jumpseat est  le nom de code d'une famille de satellites militaires de renseignement d'origine électromagnétique (SIGINT) développée par les États-Unis et  mis  en œuvre à compter du début des années 1970 qui présentent la particularité de circuler sur une orbite de Molnia. 7 exemplaires ont été lancés entre 1971 et 1983. Ces satellites ont été remplacés dans les années 1990 par la série des Trumpet. Les satellites Jumpseat sont les premiers à mettre en œuvre une antenne parabolique de très grande taille (22 mètres de diamètre) déployée en orbite et utilisée pour intercepter le trafic radio.     

## Historique
Les satellites de renseignement d'origine électromagnétique (SIGINT en anglais) constituent, avec les satellites d'imagerie, les deux piliers du segment spatial du renseignement militaire moderne. La première série significative de satellites de ce type est la famille des Canyon. Placés sur une orbite géosynchrone à très haute altitude (40 000 km), ils interceptent les communications émises en microondes et VHF et permettent par triangulation de déterminer la source de ces émissions radio. Quatre satellites de la série Rhyolite, rebaptisée par la suite Aquacade, sont lancés entre 1970 et 1978 sur une orbite géostationnaire et jouent un rôle complémentaire : ils collectent les signaux émis par les missiles balistiques soviétiques et chinois ainsi que par leurs véhicules de rentrée et interceptent les émissions radio soviétiques émises en micro-ondes. Pour étendre la surveillance aux latitudes les plus septentrionales mal couverte par les satellites en orbite géostationnaire, les États-Unis déploient la série des Jumpseat entre 1971 et 1983. Une demi douzaine de ces satellites circulent sur une orbite de Molnia qui leur permet de survoler l'hémisphère nord durant la plus grande partie de leur orbite. Les satellites Jumpseat circulant  sont remplacés dans les années 1990 par une série de trois  Trumpet.

## Objectifs
Les satellites Jumpseat sont conçus pour intercepter les émissions radio liées à l'activité militaire. :
- ELINT : détection des émissions électromagnétiques non liées à des communications humaines notamment les émissions des radars permettant d'en déduire leur position et leur fonctionnement (défense anti aérienne terrestre, position des navires)
- COMINT : interception des communications entre unités militaires
- TELINT : interception des télémesures transmises par certains engins en vol comme les missiles balistiques.

## Caractéristiques techniques
Le satellite Jumpseat est construit par la société Hughes et utilise une plateforme HS-318 stabilisé par rotation de ce constructeur. Il a une masse approximative de 700 kg et utilise la technique du gradient de gravité pour maintenir l'orientation de son axe de rotation. C'est le premier satellite à déployer en orbite une énorme antenne parabolique de 22 mètres de diamètre utilisée pour intercepter les émissions électromagnétiques résultant aussi bien de l'activité humaine que du fonctionnement des engins militaires. Ne pouvant pas couvrir l'ensemble de la surface de la planète cette antenne est sans doute orientable pour permettre de surveiller l'activité d'une région particulière. On présume que chaque satellite disposait de deux ensembles de panneaux solaires et peut être   deux antennes paraboliques pour renvoyer les données vers les stations au sol. Un détecteur infrarouge de lancement de missile balistique Heritage/GEM était placé au-dessus de l'antenne. Le satellite était placé sur une orbite de Molnia qui présentait l'avantage de lui permettre de survoler plus longtemps les latitudes septentrionales de l'Union soviétique, qui rassemblaient les zones militaires les plus intéressantes.

## Historique des lancements
| Désignation                   | Date de lancement | Lanceur               | Identifiant Cospar | Remarques                   |
| ----------------------------- | ----------------- | --------------------- | ------------------ | --------------------------- |
| Jumpseat 1 (7701, OPS 4788)   | 21 mars 1971      | Titan-3(33)B/Agena-D  | 1971-021A          |                             |
| Jumpseat 2 (OPS 1844)         | 16 février 1972   | Titan-3(33)B/Agena-D  |                    | Échec du lancement          |
| Jumpseat 3 (OPS 7724)         | 21 aout 1973      | Titan-3(33)B/Agena-D  | 1973-056A          |                             |
| Jumpseat 3 (USA 184, NROL 22) | 10 mars 1975      | Titan-3(34)B/Agena-D  | 1975-017A          |                             |
| Jumpseat 4 (OPS 2439)         | 25 février 1978   | Titan-3(34)B/Agena-D  | 1978-021A          |                             |
| Jumpseat 5 (OPS 6031)         | 24 avril 1981     | Titan-3(34)B/Agena-D  | 1981-038A          |                             |
| Jumpseat 6 (OPS 7225)         | 31 juillet 1983   | Titan-3(34)B/Agena-D  | 1983-078A          | Echec partiel de la mission |
| Jumpseat 7 (OPS 7304)         | 24 septembre 2017 | Titan-3(34)B/Agena-D1 | 2017-056A          |                             |